# Weaverville (Californië)

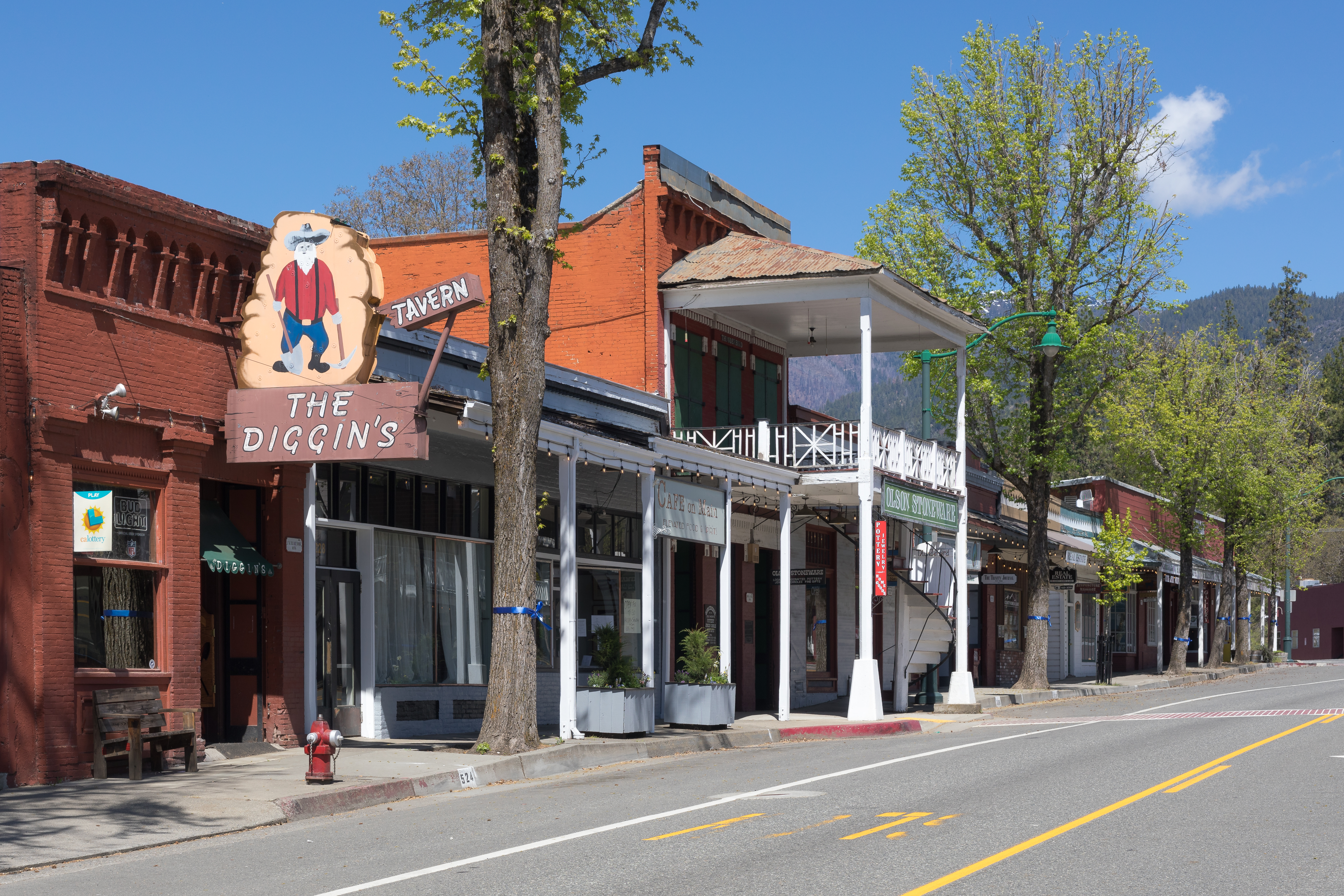
Main Street in Weaverville

Weaverville is een plaats (census-designated place) in de Amerikaanse staat Californië, en valt bestuurlijk gezien onder Trinity County.

## Geschiedenis
Het dorp werd in 1850 gesticht ten tijde van de Californische goldrush. Op zijn hoogtepunt woonden er tweeduizend Chinezen die werkten als goudzoeker. Er was een Chinatown. Tegenwoordig staat de Chinese tempel Won Limtempel er nog. Het is een van de oudste daoïstische tempels van de Verenigde Staten. Toen de goldrush afliep, verdwenen ook de meeste bewoners. Bij de volkstelling van 2010 had het dorp maar 41 Aziatische Amerikanen.

## Demografie
Bij de volkstelling in 2000 werd het aantal inwoners vastgesteld op 3554.

## Geografie
Volgens het United States Census Bureau beslaat de plaats een oppervlakte van
91,7 km², geheel bestaande uit land. Weaverville ligt op ongeveer 510 m boven zeeniveau.

## Plaatsen in de nabije omgeving
De onderstaande figuur toont nabijgelegen plaatsen in een straal van 56 km rond Weaverville.